# Hoo-Bangin' Records
Hoo-Bangin' Records est un label indépendant fondé par le rappeur Mack 10. Ce nom vient de l'une de ses chansons. Le label est rattaché à Cash Money Records/Universal Records.
Hoo-Bangin' Records a récemment finit son contrat avec Capitol Records et a signé un contrat avec Cash Money Records/Universal Records.

## Roster

### Artistes
- Mack 10
- CJ Mac
- The Comrads
- Da Hood
- Thump
- Tha Roadawgs
- Chilldrin of da Ghetto
- Boo Kapone
- K-Mac
- Glasses Malone
- Deviossi
- Skoop Delania
- Cousteau
- Soultre

### Anciens Artistes
| Nom                 | Description                               |
| ------------------- | ----------------------------------------- |
| Allfrumtha I        | A rejoint Northern Static Records.        |
| MC Eiht             | A rejoint Half-Ounce Records.             |
| Westside Connection | Une collaboration en 2003.                |
| Binky Mack          | A rejoint Dedal Records.                  |
| Squeak Ru           | A rejoint Dedal Records.                  |
| Techniec            | A rejoint The Black Wall Street Records.  |
| Red Café            | A rejoint Universal Motown Records Group. |

## Films Produits
- 1999 : Le Pacte des caïds (Thicker Than Water)
- WWF Aggression